# Jerzy Łoziński (historyk sztuki)

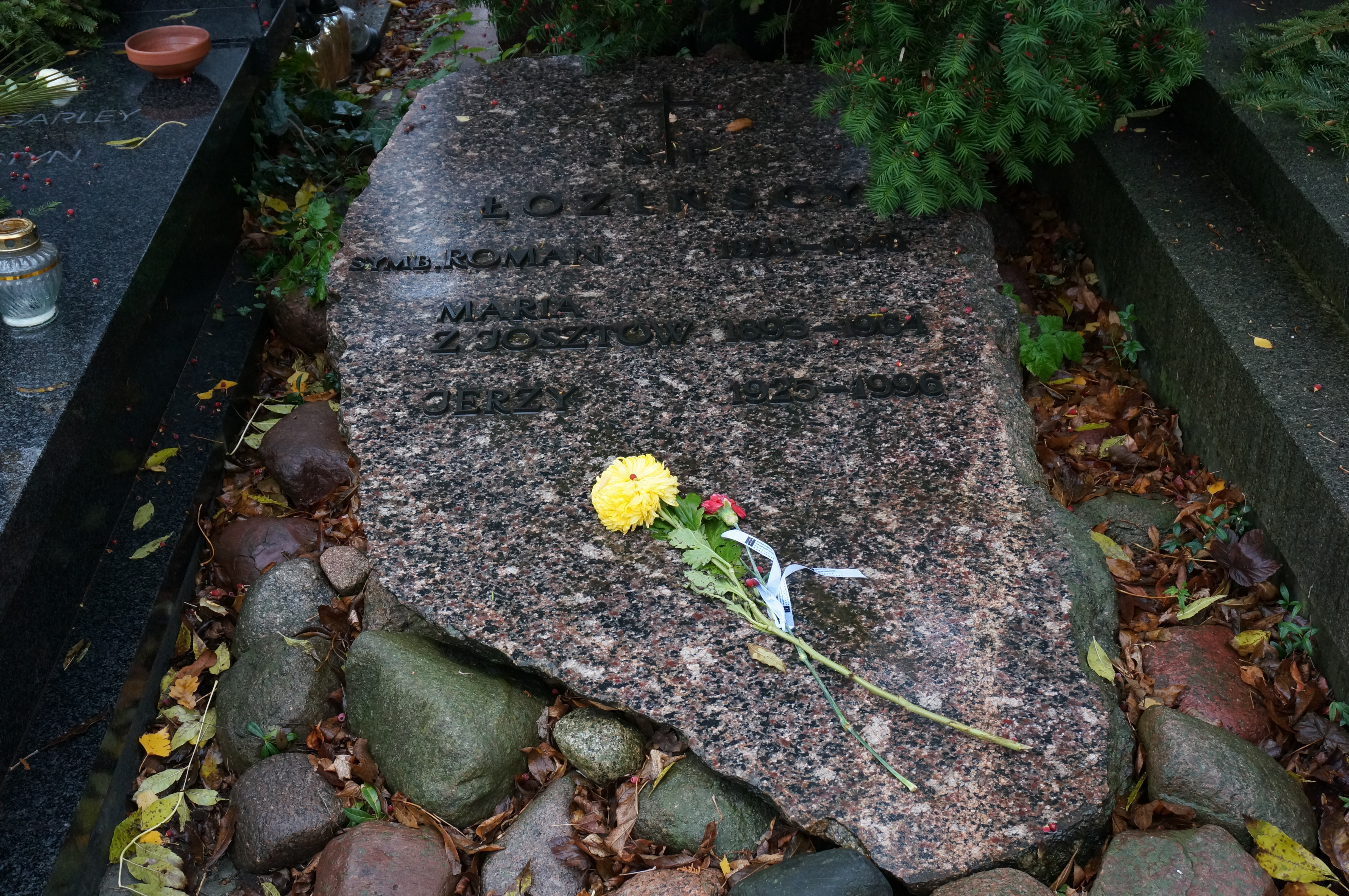
Grób Jerzego Łozińskiego na cmentarzu Powązkowskim

Jerzy Zygmunt Łoziński (ur. 20 kwietnia 1925 w Warszawie, zm. 13 grudnia 1996 tamże) – polski historyk sztuki specjalizujący się w historii polskiej sztuki nowożytnej

## Życiorys
Do wybuchu II wojny  światowej uczęszczał do  III Męskiego Gimnazjum Miejskiego im. Hugona Kołłątaja w Warszawie. Maturę zdał na tajnych kompletach w 1943 roku. Studiował również na warszawskich tajnych uczelniach: Uniwersytecie Ziem Zachodnich (filozofię) oraz Wydziale Architektury Politechniki Warszawskiej. Aresztowany w 1944 roku przebywał na Pawiaku oraz w obozie koncentracyjnym Stutthof.   
Po wojnie kontynuował studia w zakresie historii sztuki na Uniwersytecie Jagiellońskim (1946–1948) oraz Uniwersytecie Warszawskim (1948–1951), gdzie jego wykładowcami byli Stanisław Lorentz, Władysław Tomkiewicz i Juliusz Starzyński. 
W latach 1950–1952 pracował w Centralnym Biurze Inwentaryzacji Naczelnej Dyrekcji Muzeów i Ochrony Zabytków, następnie w Instytucie Sztuki PAN, gdzie w latach 1957–1987 kierował Zakładem Inwentaryzacji Zabytków. Współpracował również z Akademią Sztuk Pięknych w Warszawie (1954–1956) i Katolickim Uniwersytetem Lubelskim (1972–1974).
W 1969 uzyskał na Uniwersytecie Warszawskim stopień doktora, tematem rozprawy doktorskiej były Centralne kaplice grobowe w Małopolsce 1520–1630, a promotorem Stanisław Lorentz. Od 1977 pracował na Uniwersytecie Mikołaja Kopernika w Toruniu, gdzie w latach 1981–1987 kierował Zakładem Historii Sztuki.  W 1987 przeszedł na emeryturę. W 1993 roku uzyskał tytuł profesora nauk humanistycznych. 
W latach 1954–1996 był redaktorem naczelnym Katalogu zabytków sztuki w Polsce. Był członkiem Polskiej Akademii Umiejętności.
Pochowany został na cmentarzu Powązkowskim w Warszawie (kwatera 155b-2-8).